# Пери (Канзас)
Пери (енгл. Perry) град је у америчкој савезној држави Канзас.

## Демографија
По попису из 2010. године број становника је 929, што је 28 (3,1%) становника више него 2000. године.
| Група             | 2000.       | 2010.       |
| Белци             | 843 (93,6%) | 876 (94,3%) |
| Афроамериканци    | 6 (0,7%)    | 10 (1,1%)   |
| Азијати           | 3 (0,3%)    | 3 (0,3%)    |
| Хиспаноамериканци | 9 (1,0%)    | 20 (2,2%)   |
| Укупно            | 901         | 929         |